# Bruno Pereirinha
Bruno Alexandre Marques Pereirinha (Rio de Mouro, 2 maart 1988) is een Portugees voormalig voetballer die doorgaans speelde als middenvelder. Tussen 2006 en 2019 was hij actief voor Sporting Lissabon, Olivais, Vitória Guimarães, Kavala, Lazio, Atlético Paranaense, Belenenses en Cova Piedade.

## Carrière
Pereirinha speelde in de jeugdopleiding van Belenenses, die hij verliet voor die van Sporting Lissabon. In de hoofdstad brak de middenvelder door en in het seizoen 2006/07, op 13 januari 2007, maakte hij zijn debuut voor de club, tijdens een 0-0 gelijkspel tegen Belenenses. In 2010 en 2011 werd hij nogmaals verhuurd, namelijk aan Vitória Guimarães en Kavala. Na zijn terugkeer uit Griekenland speelde hij vooral voor de reserves. Bij Lazio kon hij een contract tekenen tot medio 2016. Na tweeënhalf jaar maakte Pereirinha de overstap naar Atlético Paranaense. In januari 2017 liet hij de club achter zich. Na een paar maanden vond hij in zijn oude jeugdclub Belenenses een nieuwe werkgever. Hij tekende er voor één jaar. Na dit jaar tekende Pereirinha voor één seizoen bij Cova Piedade. Na afloop van dit contract verliet hij de club en besloot hij op eenendertigjarige leeftijd een punt te zetten achter zijn actieve loopbaan.

## Erelijst
| Competitie            | Aantal            | Jaren             |                   |                   |
| Sporting Lissabon     | Sporting Lissabon | Sporting Lissabon | Sporting Lissabon | Sporting Lissabon |
| --------------------- | ----------------- | ----------------- | ----------------- | ----------------- |
| Taça de Portugal      | 1                 | 2007/08           |                   |                   |
| Supertaça             | 1                 | 2008              |                   |                   |
| Lazio                 |                   |                   |                   |                   |
| Coppa Italia          | 1                 | 2012/13           |                   |                   |
| Atlético Paranaense   |                   |                   |                   |                   |
| Campeonato Paranaense | 1                 | 2016              |                   |                   |